# Lyon-Roanne-Lyon
Lyon-Roanne-Lyon est une ancienne course cycliste française de 250 kilomètres, organisée le 30 juillet 1893 entre les villes de Lyon (Rhône) et de Roanne (Loire). 

## Palmarès
| Année | Vainqueur        | Deuxième      | Troisième              |
| ----- | ---------------- | ------------- | ---------------------- |
| 1893  | Auguste Stéphane | Marius Allard | "Tollim" Joseph Millot |